# 杨世麟
杨世麟（1987年12月8日—），中国足球运动员，司职后卫。

## 职业生涯
2011年，杨世麟从河南建业转会到中甲球队武汉中博。